# Briana Botto
Briana Botto López Cano (Lima, 14 de enero de 1997) es una actriz, modelo y bailarina peruana, que ha desarrollado su carrera artística en producciones cinematográficas, televisivas y teatrales de su país.
Dentro de sus trabajos en el cine, la televisión y el teatro, ganó reconocimiento por haber protagonizado la telenovela Mujercitas de América Televisión, interpretando al personaje de Amanda Morales.

## Biografía

### Primeros años
Nació el 14 de enero de 1997 en Lima, bajo el nombre completo de Briana Botto López Cano. Desde temprana edad, se ha destacado en la danza, especialmente en el flamenco, en el cual fue parte de diferentes conjuntos de bailarines y ha participado en espectáculos en el Teatro Mocha Graña y el Teatro Julieta.
Al acabar la secundaria, Botto estudió diseño de modas en el cual opta con abandonarla para dedicarse definitivo a la actuación. Se formó en los talleres del Conservatorio de Formación Actoral del Centro Cultural Británico y en la academia Plan 9 de la mano de David Carrillo.

### Trayectoria
En el año 2017, hizo su debut como actriz, asumiendo el protagónico de la telenovela Mujercitas de América Televisión, interpretando al personaje de Amanda Morales, y compartió escena junto a las actrices María Grazia Gamarra, Carolina Cano, Vania Accinelli y Pierina Carcelén, logrando así alcanzar al estrellato. Al poco tiempo, retoma el rol para el musical de la ficción en septiembre de ese año.
Además, llegó a participar en comerciales de televisión. En el año 2017, fue parte de la propaganda de la marca de galletas Crackelet junto al actor Sasha Kapsunov.
Continuó trabajando en las producciones del canal América, como parte del elenco central de la telenovela Ojitos hechiceros en 2018, bajo el papel de Aurora Gómez, la hermana menor de la cantante Sabrina Gómez, que sufre de ceguera.
Al año siguiente, fue parte del reparto principal de la película Papá x tres en el papel de Vanessa. Provisionalmente, se tituló bajo el nombre de No más novias durante la grabación de la cinta.
En el año 2019, se incluye al reparto antagónico principal de la teleserie Chapa tu combi, interpretando a Clarisa Zorrilla, la hija menor del empresario Salomón Zorrilla y de Javiera Matta, quién se enamora perdidamente de su chofer Wally Morales. Al año siguiente, se suma dentro del reparto estelar de la serie La rosa de Guadalupe Perú como Sol, la mejor amiga de Elsa.
En el teatro peruano, fue protagonista de la obra virtual Hotline: Llamada de emergencia en 2020, junto a Pold Gastello; y fue parte del reparto protagónico de la otra producción teatral El club de la medianoche con Mario Cortijo y Brenda Carrillo. En las dichas ficciones, fueron producidas por la productora La Sangre Producciones.
En el año 2018, participó en el reparto central del musical Carmen... y sus suspiros de España, estrenado en el Teatro Plaza Norte, en el centro comercial Plaza Norte.
Tras cinco años de ausencia, vuelve a la actuación en el año 2025, incluyéndose al reparto antagónico recurrente de la telenovela Nina de azúcar, bajo el papel de Tamara, la hermana de Joaquín y rival de Valentina Montes.

## Filmografía

### Cine
- Papa × tres (2019) como Vanessa (reparto principal).

### Televisión

#### Series y telenovelas
| Año       | Título                    | Personaje              | Notas                            | Difusión           | Ref. |
| --------- | ------------------------- | ---------------------- | -------------------------------- | ------------------ | ---- |
| 2017      | Mujercitas                | Amanda Morales García  | Protagonista                     | América Televisión |      |
| 2018      | Ojitos hechiceros         | Aurora Gómez Campos    | Reparto principal                | América Televisión |      |
| 2019–2020 | Chapa tu combi            | Clarisa Zorrilla Matta | Antagonista (Reparto principal)  | América Televisión |      |
| 2020      | La rosa de Guadalupe Perú | Sol                    | Episodio: «Papito querido»       | América Televisión |      |
| 2020      | Mi vida sin ti            | Rocío del Carmen       | Reparto principal                | América Televisión |      |
| 2025      | Nina de azúcar            | Tamara                 | Antagonista (Reparto recurrente) | América Televisión |      |

### Teatro
- Mujercitas, el musical (2017) como Amanda Morales García (protagonista).
- Carmen... y sus suspiros de España (2018) (reparto principal).
- El club de la medianoche (2020) (protagonista).
- Hotline: Llamada de emergencia (2020) (protagonista).

### Spot publicitario
- Galletas Crackelet (2017) como Marie Antoniette (participación especial).[6]